# Інкін Василь Фадейович
Василь Фадейович Інкін (нар. 22 лютого 1922 Добрянка, УСРР  — 31 січня 1999 Львів, Україна) — український історик, професор. Прихильник маркситського погляду на історію України

## Біографія
Народився в селі Добрянка, Чернігівської області, УСРР. В 1942-1944 навчався в університеті Чкалова (м.Оренбург). В 1944 році навчався в Ніжині. Закінчив навчання в Львівському університеті імені Яна-Казимира в 1946 р.
Того ж року розпочав працювати на кафедрі історії СРСР, історичного факультету. В 1971 році став завідуючим кафедри історії СРСР.
В 1979 році захистив докторську дисертацію. Тема: Крестьянский общинный строй в Галицком Прикарпатье
В 1980 році присвоєно вчене звання професора.
З 1992 року працював професором на кафедрі історії та етнографії України.

## Наукова робота
Провідний дослідник з питання соціально-економічних відносин на Прикарпатті в 16-18 ст. середньовічної історії Галичини, історії Львова.